# Dijigiella
Dijigiella is een geslacht van korstmossen behorend tot de familie Teloschistaceae. De typesoort is Dijigiella kaernefeltiana.

## Soorten
Volgens Index Fungorum telt het geslacht twee soorten (peildatum december 2023):
| Soortnaam                 | Auteur(s)               | Publicatiejaar |
| ------------------------- | ----------------------- | -------------- |
| Dijigiella kaernefeltiana | S.Y. Kondr.             | 2017           |
| Dijigiella subaggregata   | S.Y. Kondr. & Kärnefelt | 2017           |